# Ichneumon caedator
Ichneumon caedator là một loài tò vò trong họ Ichneumonidae.